# كأس الأمير 1972–73
أقيمت بطولة كأس الأمير الثانية عشر في موسم 1972/1973، وقد شارك في البطولة 13 فريق.

## الفرق المشاركة
- نادي الشباب الكويتي
- نادي الساحل الكويتي
- نادي الجهراء (الشهداء)
- نادي التضامن الكويتي
- نادي اليرموك
- نادي الفحيحيل
- نادي كاظمة
- نادي النصر الكويتي
- نادي العربي الكويتي
- نادي خيطان
- نادي السالمية
- نادي القادسية الكويتي
- نادي الكويت

## الدور التمهيدي
- نادي الشباب الكويتي × نادي الساحل الكويتي (1:6)
- نادي الجهراء (الشهداء) × نادي التضامن الكويتي (0:1)
- نادي اليرموك × نادي الفحيحيل (0:1)
- نادي كاظمة × نادي النصر الكويتي (0:2)
- نادي العربي الكويتي × نادي خيطان (0:5)

## الدور الربع نهائي
- نادي السالمية × نادي الجهراء (الشهداء) (0:3)
- نادي العربي الكويتي × نادي القادسية الكويتي (3:4)
- نادي اليرموك × نادي الشباب الكويتي (0:8)
- نادي الكويت × نادي كاظمة (0:1)

## الدور النصف نهائي
- نادي السالمية × نادي العربي الكويتي (2:3)
- نادي اليرموك × نادي الكويت (2:3)

## النهائي
- نادي اليرموك × نادي السالمية (2:4) ضربات ترجيحية.

## هداف البطولة
- علي الملا (العربي) ومرضي مرزوق (اليرموك) 5 أهداف.